# Le Banquet céleste
Le Banquet céleste (Das himmlische Gastmahl) ist eine Orgelkomposition des französischen Komponisten und Organisten Olivier Messiaen.

## Entstehung und Aufbau
Das Werk entstand im Jahr 1926 zunächst als Orchesterwerk, aus dessen Material Messiaen bis 1928 ein Orgelwerk machte. Nicht die noch eher neoklassisch geprägte Harmonik dieses frühen Werkes überrascht den Hörer, sondern vielmehr das sehr langsame Tempo, in dem die Harmonien langsam wechseln. Der Text aus dem Evangelium wird in eine Musik aus mystischer Grundhaltung umgesetzt, die hauptsächlich am Fronleichnamsfest, aber auch allgemein Sub communione gespielt wird.
Dem Stück hat Messiaen einen Spruch aus dem Johannesevangelium vorangestellt: Wer mein Fleisch isst und mein Blut trinkt, der bleibt in mir und ich bleibe in ihm (Joh 6,56 ).
Die Komposition beginnt mit tiefen Akkorden auf einer schwebenden Registrierung (Voix céleste, Gambe, Bourdon 8') bei dreiviertel geschlossenem Schwellwerk, welches dann peu à peu geöffnet wird. Im Pedal wird das musikalische Hauptthema im Staccato mit einer Carillon-Registrierung (4′, 22/3′, 2′ und 1′) eingeführt, was sinnfällig die Blutstropfen im "staccato bref, à la goutte d'eau" (Wassertropfen-Staccato) symbolisiert. Das Stück verwendet den zweiten von Messiaens begrenzt transponierbaren Modi in seinen drei Transpositionsmöglichkeiten, in denen die drei Hauptfunktionen – Tonika, Dominante, Subdominante – angewendet werden. Das Werk endet mit langgezogenen Akkorden auf der Schwebung, wobei der lange Schlussakkord mit einem 32′-Labialregister im Pedal untermalt wird.
Die Spieldauer beträgt etwa sieben bis acht Minuten.